# Fête de l'Épinette
La fête de l'Épinette  est une fête instituée à Lille au XIIIe siècle. Organisée tous les ans au début du Carême, elle donnait lieu à des tournois, des joutes et des festins. 

## Le roi de l'Épinette
La fête était présidée par le roi de l'Épinette, qui était élu parmi les bourgeois les plus riches de la ville. Il était désigné le jour du Mardi Gras, et était chargé de l'organisation des tournois et banquets. Ceux-ci étaient en partie à ses frais, en dépit du budget prévu par la ville pour financer les festivités. 
Le roi gardait son titre pendant toute une année, et représentait la ville dans les fêtes des autres villes. Il organisait un dernier festin pour le Mardi Gras de l'année suivante, où était élu son successeur.  

## Sources